# Jutta Motz
Jutta Motz (* 2. September 1943 in Halle an der Saale; † 17. Mai 2019) war eine deutsche Krimi-Schriftstellerin.

## Leben
Motz wurde in Halle an der Saale geboren und ging in Frankfurt am Main in die Schule. Nach der Schulzeit studierte sie in Köln mit Abschluss als Magistra Artium in Archäologie, Kunstgeschichte und Soziologie und promovierte in Kunstgeschichte in Freiburg im Breisgau.
1978 zog Motz nach Zürich. 1982 wurde ihre Tochter geboren. 1991 war sie im Rio und Elster Verlag Herausgeberin einer Krimireihe mit eigenem Imprint. Nach langer Tätigkeit in verschiedenen Schweizer Verlagen und einer literarischen Agentur arbeitete sie zuletzt in leitender Funktion in einem Wirtschaftsunternehmen und schrieb Kriminalromane, deren Heldinnen sich mit Wirtschaftsthemen beschäftigen.

## Werke

### Romane
- Blutfunde. Elster Verlag, Zürich 2013, ISBN 978-3-906065-01-4 (360 S.).
- Späte Seilschaften. Pendragon Verlag, Bielefeld 2008, ISBN 978-3-86532-105-3 (448 S.).
- Drei Frauen und die Kunst. Roman (= Piper. Band 3153). Piper, München/Zürich 2001, ISBN 3-492-23153-5 (351 S.).
- Drei Frauen auf der Jagd. Roman (= Piper. Band 2987). Piper, München/Zürich 2000, ISBN 3-492-22987-5 (297 S.).
- Drei Frauen und das Kapital. Roman (= Piper. Band 2577). 3. Auflage. Piper, München/Zürich 1998, ISBN 3-492-22577-2 (297 S.).

### Kurzgeschichten (Auswahl)
- Die Einladung. In: Mitra Devi, Petra Ivanov (Hrsg.): Mord in Switzerland 2. Band 2. Appenzeller Verlag, Herisau 2016, ISBN 978-3-85882-736-4.
- Die Russin. In: Mitra Devi, Petra Ivanov (Hrsg.): Mord in Switzerland. Band 1. Appenzeller Verlag, Herisau 2013, ISBN 978-3-85882-653-4.